# 1. jugoslawische Fußballliga 1929
Die 1. jugoslawische Fußballliga 1929 war die siebte Spielzeit der höchsten jugoslawischen Spielklasse im Fußball der Männer. Sie begann am 16. Juni 1929 und endete am 20. Oktober 1929.
Meister wurde Hajduk Split.

## Modus
Die Sieger der acht Regionalverbände sowie die Zweitplatzierten aus Belgrad und Zagreb traten in der Qualifikation an.
Alle zehn Vereine mussten in die Qualifikation. SAŠK Sarajevo löste sich vor Saisonbeginn auf und die Teilnehmerzahl der Endrunde wurde auf fünf begrenzt. Die Saison wurde erstmals mit Hin- und Rückspiel durchgeführt, sodass jedes Team auf acht Spiele kam.

## Teilnehmer und Spielorte
| Verein               | Stadt     | Fußballverband            |
| -------------------- | --------- | ------------------------- |
| Belgrader SK         | Belgrad   | Regionalverband Belgrad   |
| SK Jugoslavija       | Belgrad   | Regionalverband Belgrad   |
| ASK Primorje         | Ljubljana | Regionalverband Ljubljana |
| Hajduk Osijek        | Osijek    | Regionalverband Osijek    |
| FK Slavija Sarajevo  | Sarajevo  | Regionalverband Sarajevo  |
| Pobeda Skopje        | Skopje    | Regionalverband Skopje    |
| Hajduk Split         | Split     | Regionalverband Split     |
| SAND Subotica        | Subotica  | Regionalverband Subotica  |
| HŠK Građanski Zagreb | Zagreb    | Regionalverband Zagreb    |
| HAŠK Zagreb          | Zagreb    | Regionalverband Zagreb    |

## Qualifikation
| Datum               |                 | Gesamt |                      | Hinspiel | Rückspiel |
| ------------------- | --------------- | ------ | -------------------- | -------- | --------- |
| 2. und 9. Juni 1929 | Belgrader SK    | 17:30  | Pobeda Skopje        | 17:20    | 0:1       |
| 2. und 9. Juni 1929 | SAND Subotica   | 1:4    | SK Jugoslavija       | 0:1      | 1:3       |
| 2. und 9. Juni 1929 | HAŠK Zagreb     | 4:1    | Hajduk Osijek        | 1:1      | 3:0       |
| 2. und 9. Juni 1929 | Primorje Skopje | 1:7    | HŠK Građanski Zagreb | 1:3      | 0:4       |
| 2. und 9. Juni 1929 | Hajduk Split    | 4:2    | FK Slavija Sarajevo  | 2:1      | 2:1       |

## Endrunde
| Pl. | Verein                   | Sp. | S | U | N | Tore    | Quote | Punkte |
| --- | ------------------------ | --- | - | - | - | ------- | ----- | ------ |
| 1.  | Hajduk Split             | 8   | 5 | 2 | 1 | 025:150 | 1,67  | 12:40  |
| 2.  | Belgrader SK             | 8   | 4 | 2 | 2 | 018:160 | 1,13  | 10:60  |
| 3.  | SK Jugoslavija           | 8   | 3 | 2 | 3 | 014:100 | 1,40  | 08:80  |
| 4.  | HAŠK Zagreb              | 8   | 3 | 1 | 4 | 015:150 | 1,00  | 07:90  |
| 5.  | HŠK Građanski Zagreb (M) | 8   | 1 | 1 | 6 | 008:240 | 0,33  | 03:13  |

| (M) | amtierender jugoslawischer Meister |

| 1929                 | HAJ | BSK    | SKJ    | HAŠ | GRA |
| -------------------- | --- | ------ | ------ | --- | --- |
| Hajduk Split         |     | 01:2 2 | 4:2    | 5:2 | 4:1 |
| Belgrader SK         | 5:5 |        | 00:3 1 | 2:1 | 5:1 |
| SK Jugoslavija       | 0:0 | 1:2    |        | 2:0 | 4:0 |
| HAŠK Zagreb          | 1:2 | 3:1    | 2:2    |     | 3:1 |
| HŠK Građanski Zagreb | 2:4 | 1:1    | 2:0    | 0:3 |     |